# Star system
O Star system, ou sistema das estrelas, foi um sistema de contratos exclusivos e de longo prazo assinados por atores e atrizes com um determinado estúdio de Hollywood, que passava a controlar a carreira dos artistas, desde cuidando de sua imagem a decidindo que filmes faria.
Em 1948, a Justiça dos Estados Unidos proibiu esse tipo de contrato, forçando uma nova ordem na qual as estrelas hollywoodianas ganharam autonomia para negociar seus cachês e cuidar da própria vida e imagem.